# Senez
Senez ist eine französische Gemeinde mit 156 Einwohnern (Stand 1. Januar 2022) im Département Alpes-de-Haute-Provence in der Region Provence-Alpes-Côte d’Azur. Sie gehört zum Arrondissement Castellane und zum Kanton Riez.
Bis zum Konkordat von 1801 war der Ort Bischofssitz für das Bistum Senez.

## Geographie
Die angrenzenden Gemeinden sind
- Barrême im Nordwesten,
- Moriez im Nordosten,
- Saint-Julien-du-Verdon im Osten,
- Castellane im Südosten,
- Blieux im Südwesten.

2229 Hektar der Gemeindegemarkung sind bewaldet. Dazu gehört auch die Exklave, die von Chaudon-Norante, Barrême, Blieux, Majastres, Estoublon und Beynes umgeben ist. Der Hauptort liegt am Fluss Asse de Blieux.

## Bevölkerungsentwicklung
| Jahr      | 1962 | 1968 | 1975 | 1982 | 1990 | 1999 | 2008 | 2016 |
| --------- | ---- | ---- | ---- | ---- | ---- | ---- | ---- | ---- |
| Einwohner | 186  | 182  | 134  | 153  | 121  | 145  | 186  | 167  |

## Sehenswürdigkeiten
- Kathedrale Notre-Dame-de-l’Assomption aus dem 12./13. Jahrhundert im provenzal-romanischen Stil, ein Monument historique[1]
- Brunnen aus dem 16. Jahrhundert mit ornamentiertem Pfeiler, Monument historique[2]

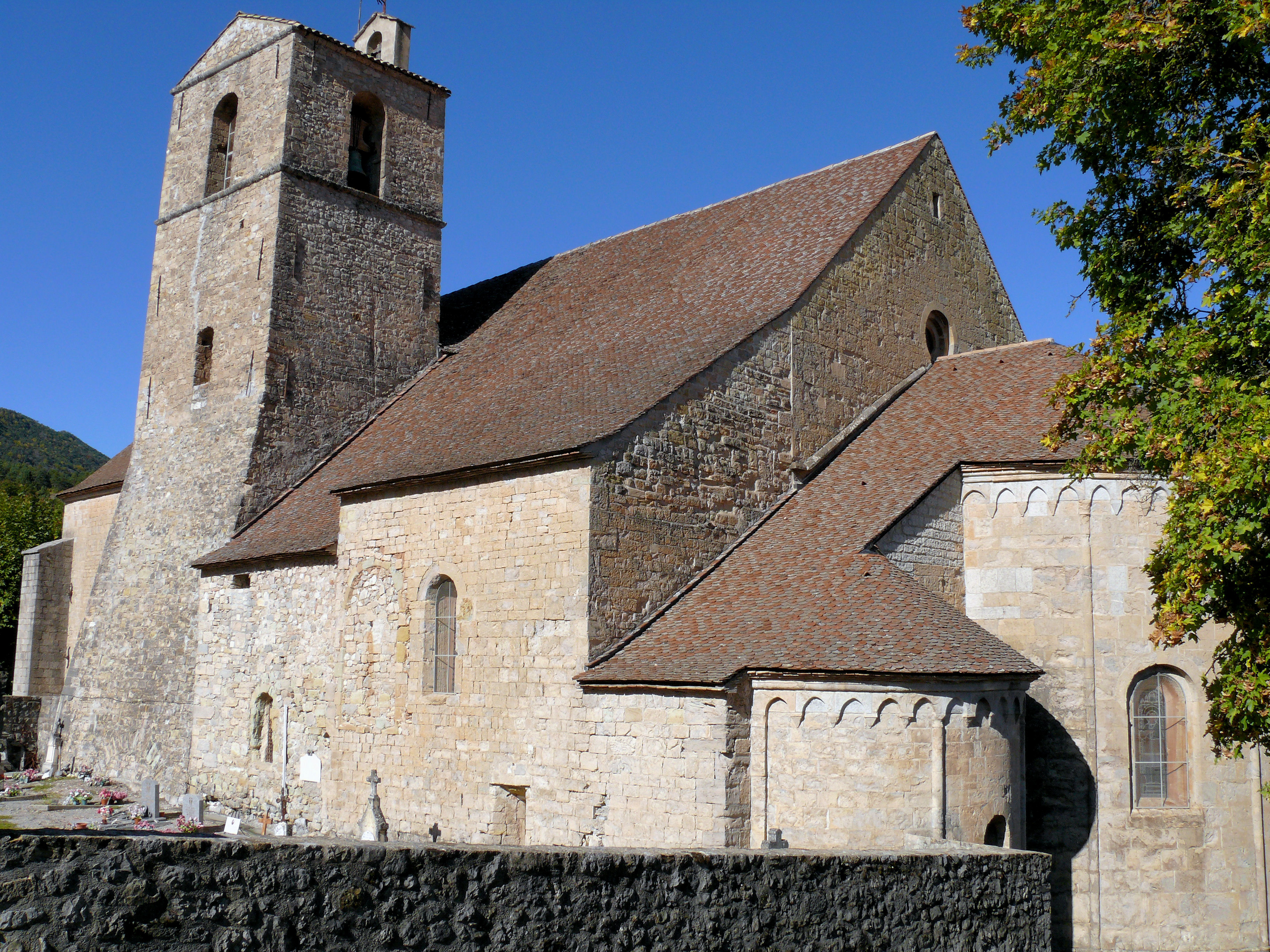
Kathedrale Notre-Dame-de-l’Assomption
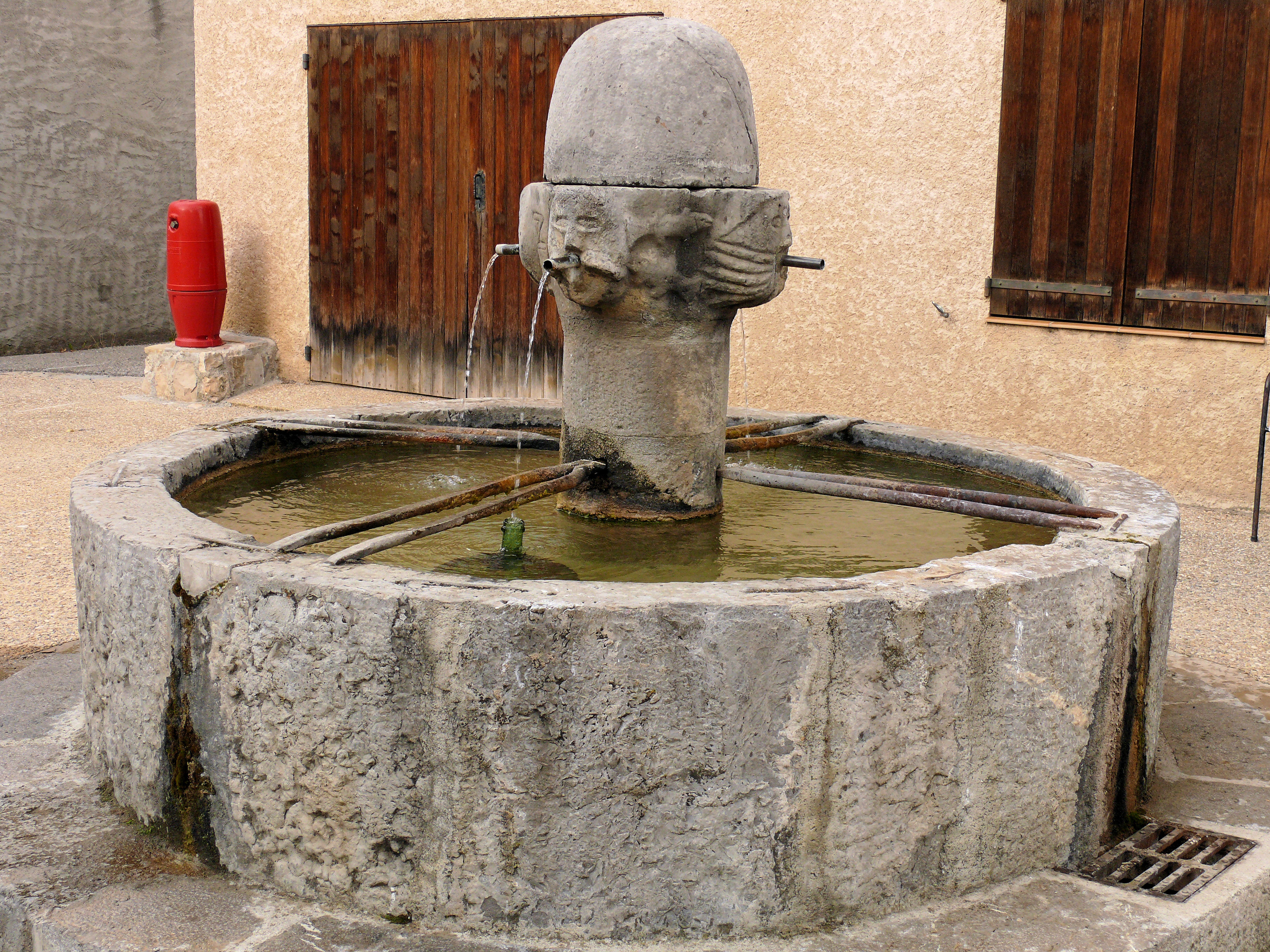
Brunnen
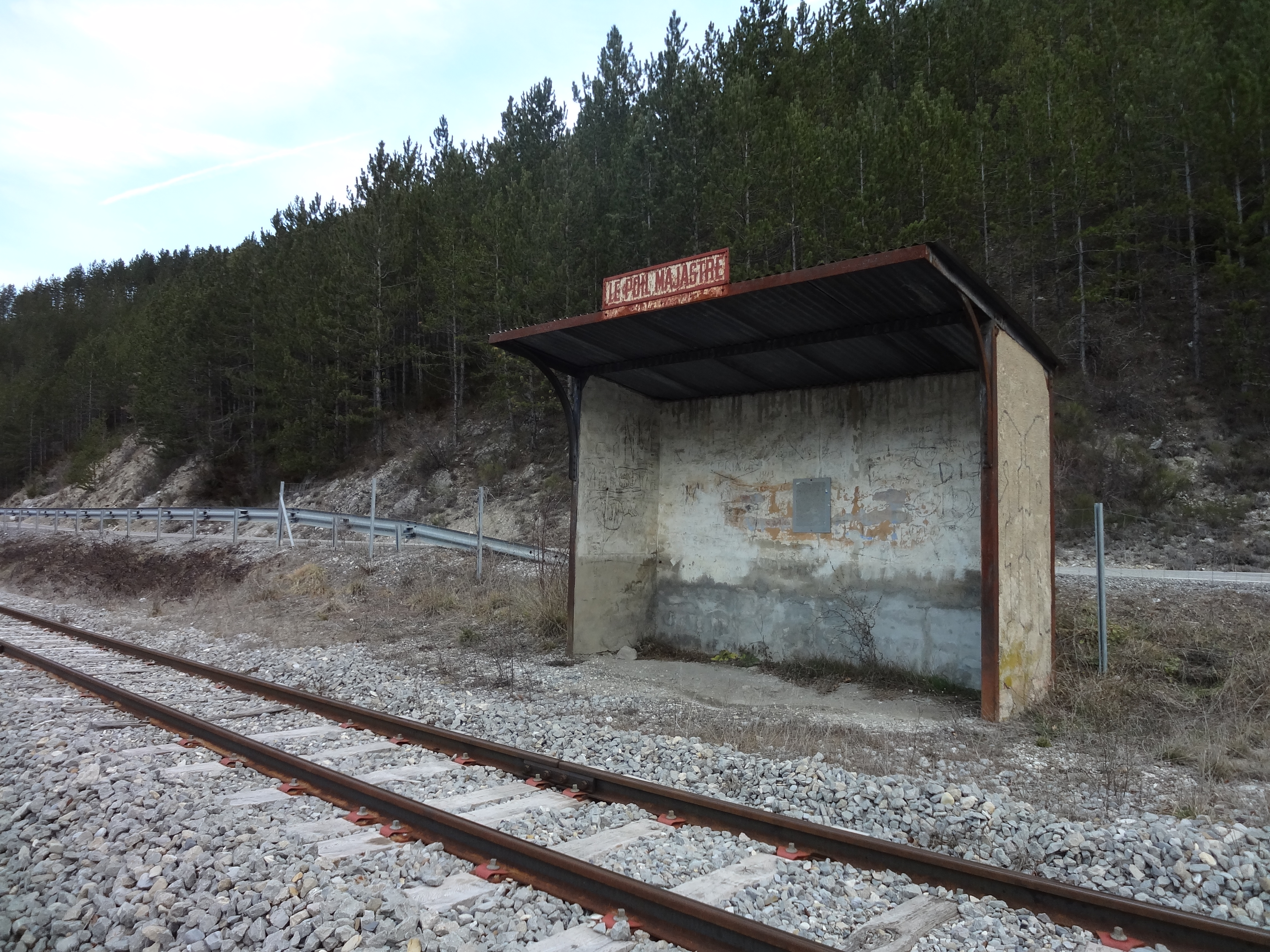
Haltestelle Le Poil-Majastres an der Bahnstrecke Nizza–Digne-les-Bains
Wappen von Le Poil, das zur Gemeinde Senez gehört